# مقاطعة مونرو (كنتاكي)
مقاطعة مونرو (بالإنجليزية: Monroe County)‏ هي إحدى المقاطعات في ولاية كنتاكي في الولايات المتحدة الأمريكية.

## أعلام
- بينتون ماكميلين
- ريتشارد تورنر